# Юечжи

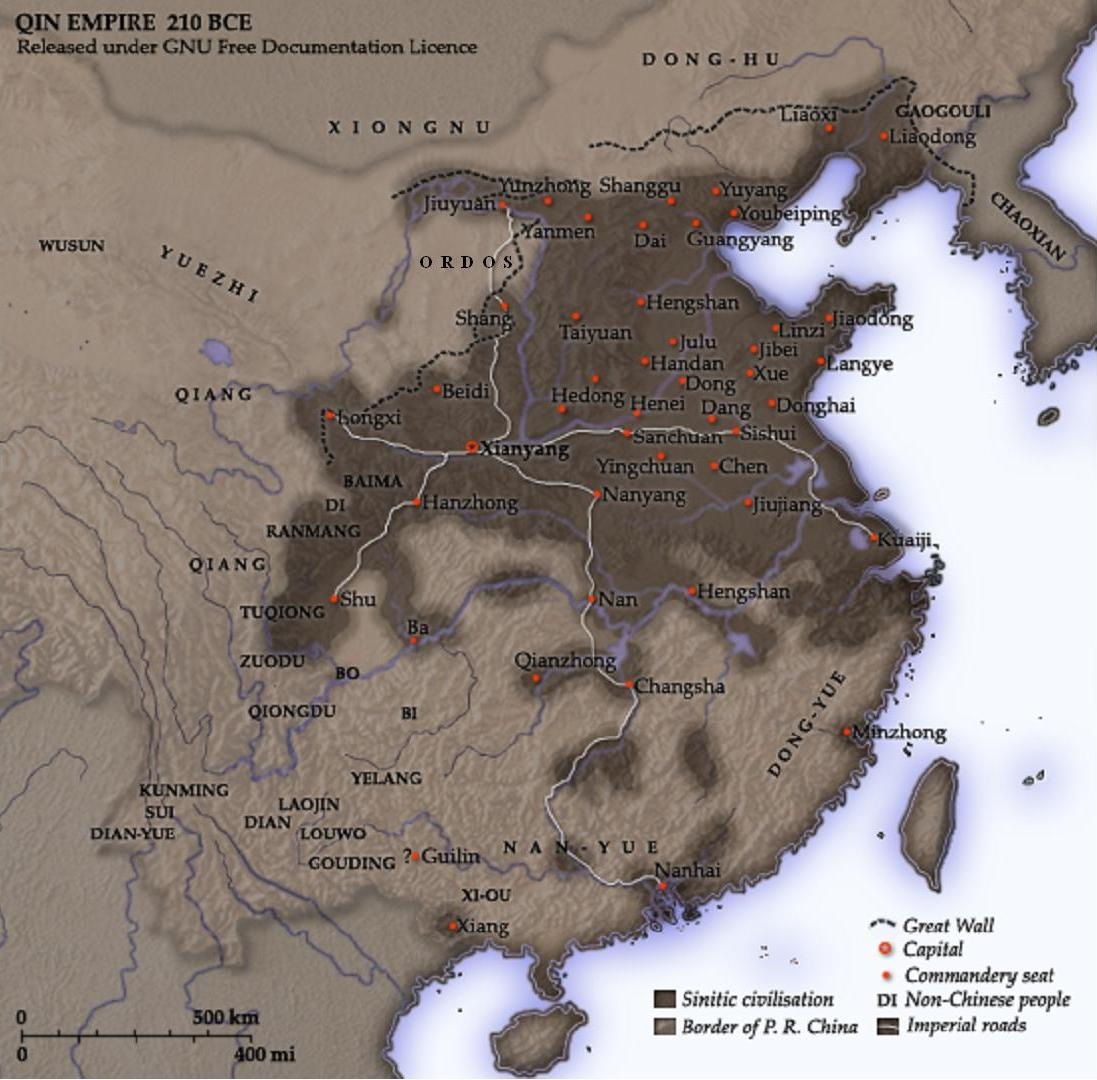
Юечжи на північному заході Цінської імперії (близько 210 року).

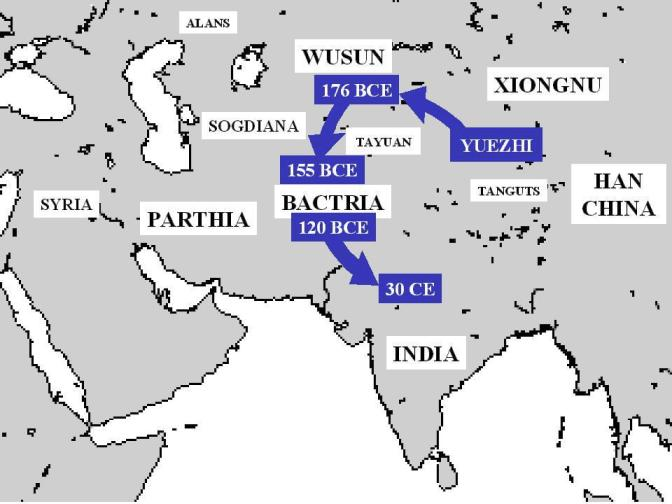
Міграція юечжи у II ст. до н. е.

Юе́чжи (кит.: 月氏; піньїнь: Yuèzhī, Ròuzhī або Rùzhī; Вейд-Джайлз: Yüeh4-chih1, Jou4-chih1 або Ju4-chih1) — китайська назва іранського кочового етносу, що кочував на теренах Центральної і Східної Азії щонайменше протягом IV ст. до н. е. — II ст. н. е. та під тиском хунну та усунь мігрував до Бактрії, де у другій половині I ст. представники одного з племен цього об'єднання започаткували Кушанське царство.

### Етимологія етнонімів
Щодо етимології назви тохари наразі загальновизнаної думки не висловлено. Відносно прийнятним є лише виділення праір. основи *taṷa- — укр. могутній, міцний.
Також залишається невизначеним співвідношення самоназви тохари (тогари) та екзоніму юечжи. В контексті цього питання цікавим є вжиток самоназви тохари у часи Великих Кушан. Отже, у напису Нукундзука близько 137 р. ми бачимо назву Тохарістан (бактр. Tοχοαρστανο), тобто земля (країна) тохарів. Але власне держава завжди має назву Кушаншахр, а її правителі завжди називають себе кушанами. Можна припустити таке співвідношення й до попередніх часів, тобто принаймні з кінця III ст. до н. е. й до середини I ст. до н. е. на чолі спілки (етносу) тохарів стояли представники одного зі шляхетних родів (ябгу-сіхоу), назву якого збережено в екзонімах юечжи та гутії.

### Рання історія юечжи
Вперше згадуються у китайських джерелах кінця династії Чжоу (слід зазначити, що ця теза не набула загального визнання та є доволі суперечливою). Беззаперечними свідченнями щодо юечжи є їх згадки у ханських джерелах стосовно подій кінця III ст. до н. е. Отже, на кінець III ст. до н. е. юечжи займали західну частину Монгольського степу, весь район Таримського басейну та північ сучасної китайської провінції Ґаньсу. На сході межували з сюнну. На 210 р. до н. е. контролювали кочовиків сюнну (до 204/203 рр. до н. е.), лоулань, усунь. Близько 182 р. до н. е. захопили землі останніх, вбивши їх куньмо (правителя) Наньдоумі. У 177 р.до н. е. сюнну вщент розбили юечжи, підкоривши їх.
У 167 році до н. е. сюнну остаточно розбили юечжи, вбили їхнього правителя та примусили мігрувати до Семиріччя, де близько 165 р. до н. е. юечжи під приводом сина вбитого правителя розбили й частково вигнали, частково підкорили саків, які мешкали на цих землях. У Ганьсу залишилася частина юечжи, яка надалі звалася малі юечжи (на відміну від великих юечжи, що мігрували), які з часом були асимільовані тибето-бірманським народом цян.
Близько початку 163 р. до н. е. усуні під приводом власного правителя знов розбили юечжи, примусивши останніх до подальшої міграції на пд.-зах. — до Греко-Бактрійського царства. Сутичка юечжи з Бактрією близько кінця 163 — поч. 162 рр.до н. е. закінчилася поразкою перших та визнанням залежності юечжи від бактрійських царів, що продовжувалася до 145 р. до н. е., коли після смерті царя Євкратида (170—145), Греко-Бактрійське царство фактично розвалилося на декілька дрібних утворень. Близько 100/99 р. до н. е. юечжи захопили території Бактрії на південь від Сирдар'ї. Частина саків і юечжи, що залишилася в Семиріччі, ввійшли до складу об'єднання Усунь, настільки підсиливши останню, що куньмо Усунь позбувся влади сюнну.

### Юечжи в Бактрії
На заході юечжи стали відомі під іменем тохари.
Отже, 129 року до н. е. ханський (китайський) посол Чжан Цянь встановив із бактрійськими юечжи дипломатичні відносини. Відтоді й до часів династії Тан (618–907), китайці називали як Бактрію й народи, що її заселяли, так й Кушанську імперію, назвою Велике Юечжи.
123 року до н. е. у поході проти тохарів загинув парфянський цар Артабан. Ймовірно, тохари, очолювані наслідним принцом, захопили Маргіану.
Жовтень 119 року до н. е. — Міхрдат II Аршак завдав поразки тохарам (у тексті — гутіям) та примусив їх залишити Маргіану, відступивши за Гісарські гори.
У Хань Шу при описі володінь юечжи сказано про п'ять юечжиських сіхоу, які отримали контроль над ділянками караванного шляху, заснувавши там власні резиденції, та були зобов'язані забезпечити провіант для китайського посольства. Ці п'ять сіхоу (Сюмі-сіхоу, Шуанмі-сіхоу, Гуйшуан-сіхоу, Сідунь-сіхоу, Гаофу (Думі)-сіхоу) були підлеглими великому юечжи, який мав власну ставку. Щодо інтерпретації цього повідомлення єдиної думки не висловлено (від юечжи поділялися на п'ять племен й до таких племен могло бути й значно більше, хоча превалюючою залишається перша думка).

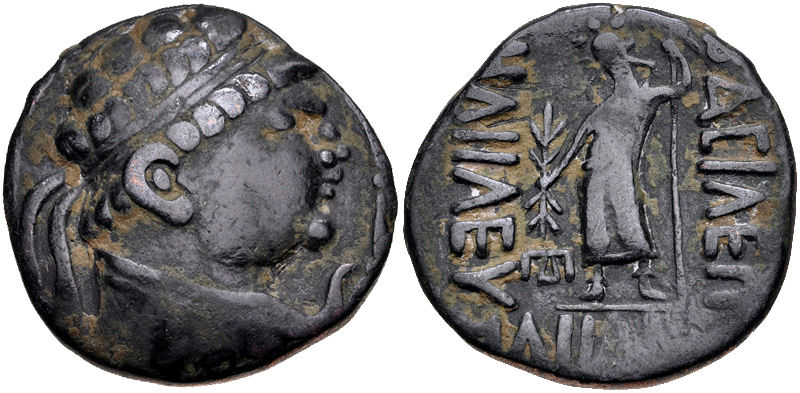
Тохарські наслідування монет Геліокла I

В останнє юечжи як єдине царство згадано у китайських документах, знайдених під час вивчення залишків давньої поштової станції біля Дуньхуана. Серед бамбукових паличок (давньокитайський аналог сучасної первинної документації) знайдено документ, який фіксує прибуття делегації від Да-Юечжи (Великого Юечжи) у 61 р. до н. е. Але вже в документах, датованих 43 та 37 роками до н. е., зафіксовані посольства від ще донедавна залежних від Да-Юечжи сіхоу Шуанмі (Ванруо, посланець сіхоу Шуаньмі з Великих Юечжи) та Сюмі (супровід … сіхоу Сюмі з Великих Юечжи) відповідно. Тобто станом на 43 р. до н. е. тохари як єдине політичне об'єднання вже не існували.
Приблизно з 50-их років I ст. до н. е. у різних частинах Бактрії починають карбуватися монети різних чеканів — на північному сході відома одна монета (тетрадрахма) правителя Наштени, сина Хшатрани(?) (грец. ΝΑΣΤΗΝΗΣ (Ξ)ΑΤΡΑΝΝΟΥ). Саме за поширенням різних типів монет визначено декілька окремих регіонів.

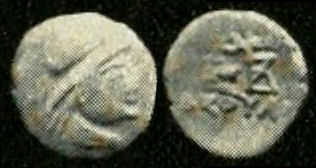
Імітація обола Євкратида I з легендою
…ΟΚΟ ΚΟΖΟΥΛΟ

#### Кафірніганська група
Долина Кафірнігану багата на знахідки срібних оболів-наслідувань карбуванню Євкратида I з монограмою грец. Ν, серед яких є екземпляр зі зміненою легендою, яка відома лише пошкодженою: грец. …ΟΚΟ ΚΟΖΟΥΛΟ.
Серед наслідувань карбуванню Євкратида I було виділено ще один тип із монограмою грец. ΟΡ, «що дає можливість припустити наявність ще одного політичного володіння, що здійснювало їхнє карбування».

#### Західнобактрійська династія

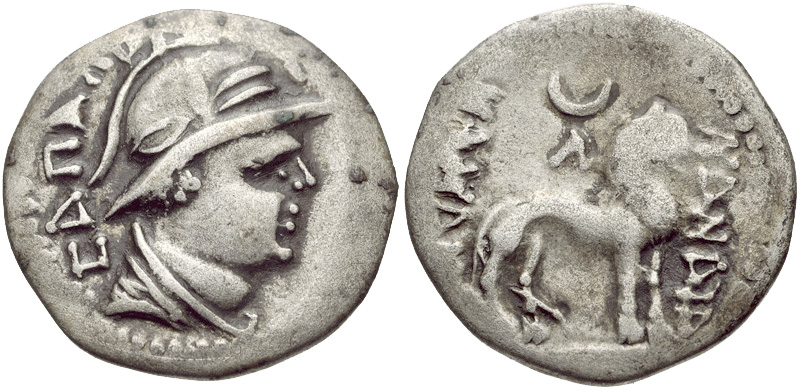
Монета Сапалбіза (перша чверть I ст.)

Західнобактрійська династія, яку ще умовно називають династією Сапалбіза чи Пулагіди (фр. Pulagides), відома за археологічним (могильники Тілля-Тепе) та, передусім, відносно багатим нумізматичним матеріалом.
Отже, наразі відомі декілька варіантів монет династів Західної Бактрії, які спочатку обережно докарбовували окремо зображення правителя на драхмах Фраата IV [Архівовано 25 березня 2016 у Wayback Machine.], а згодом били наслідування драхм цього правителя, й надалі імітуючи докарбування. Ці імітації були вже значно гіршої якості, ніж оригінальні драхми Фраата IV. Саме обережне докарбування голови правителя невеликого розміру на аверсі парфянських драхм, яке жодного разу не шкодило обличчя парфянського царя, свідчить про залежність (рівень не визначено) цих династів від Парфії. Окрім докарбувань монет Фраата IV, на цій території відомі поодинокі екземпляри з таким докарбуванням й на монетах інших парфянських царів — Фраатака та Вардана I.
Окрім докарбувань на парфянських монетах та їхніх імітацій відомі монети меншого номіналу з іменами представників цієї династії, а саме.
- Арсейл (грец. AΡΣEIΛHΣ)[18] — (остання чверть I ст. до н. е.)
- Пулаг (грец. ПΥΛΑΓΗΣ) — династ, відомий за нечисленними монетами [Архівовано 23 вересня 2018 у Wayback Machine.], будь-які напрацювання щодо цього династа невідомі.
- Сапалбіз (грец. ΣAΠAΛBIZHΣ)[19] — (перша чверть I ст.)[20]
- Паб (грец. ΠABHΣ)[21] Монети цього династа на реверсі мають зображення Геракла й імітують карбування Деметрія I, тобто, можливо, є найдавнішими.

Слід зазначити, що для більшості відомих монет представників цієї династії походження не визначене, за винятком чотирьох місць: Хайрабад-Тепе, Зара-Тепе, Дільберджин, Кампір-Тепе. Як зазначалося, чи одним з родових могильників, чи могильником певної групи представників цієї династії була група поховань у Тілля-Тепе.
Отже, наразі можна припустити з великою долею впевненості, що принаймні одна з династій сіхоу, що входила до тохарського об'єднання, за невизначених обставин потрапила у васальну залежність від Парфії вже за часів Фраата IV (близько 20-их років до н. е.).

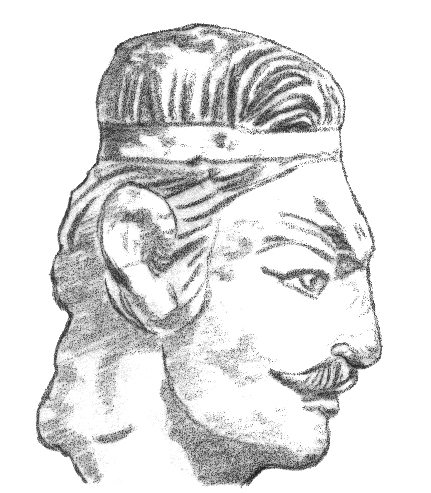
Ябгу. Фреска з палацового комплексу у Халчаяні.

#### Сурхандар'їнська група (володіння Думі-сіхоу)
Володіння Думі-сіхоу відносно впевнено пов'язано з давнім містом Термез (китайською — Думі) та з територією поширення наслідувань драхм та тетрадрахм Геліокла I з монограмою грец. ΠΓ долиною Сурхандар'ї та аж до Душанбе на північний схід. Слід зазначити, що ці монети були в обігу разом із монетами перших великих царів царів кушан ще й за часів новоствореного Кушанського царства. Саме на цій території розкопано місто з палацовим комплексом Халчаян з наразі відомими на весь світ скульптурами місцевих династів та палацовими фресками. Певні сюжети цих фресок дали підстави для припущень, що династи Думі на останню чверть I ст. до н. е. були чи то спільниками, чи то залежними від Парфії. Хоча припущення щодо залежності Бактрії (як цілої так і певних її частин) від парфян далеко не загальновизнані і аргументація їх заслабка.
| «Нумізматичних даних для тверджень щодо безпосереднього контролю парфян значної частини Бактрії у I ст. до н. е. — I ст. н. е. недостатньо. Наслідування за типами парфянських драхм билися та були в обігу за межами власне Парфії — й у Бактрії, можуть бути датовані часом не раніше I ст. н. е. Це, в свою чергу, дає можливість говорити лише про поширення парфянської політичної домінанти у прилеглих районах Бактрії до включення їх до складу Кушанської держави.»[25] |
Окремої уваги заслуговує зміна (чи помилково — питання остаточно не вирішено) назви цих династів із Гаофу-сіхоу на Думі (можливо з підпорядкуванням Термезу). Попередню назву цього володіння — Гаофу-сіхоу — може бути пов'язано з кушанським топонімом Kalf (сучасний Келіф).

#### Володіння Кушан (Гуйшуан-сіхоу). Об'єднання тохарів під владою династів Кушан

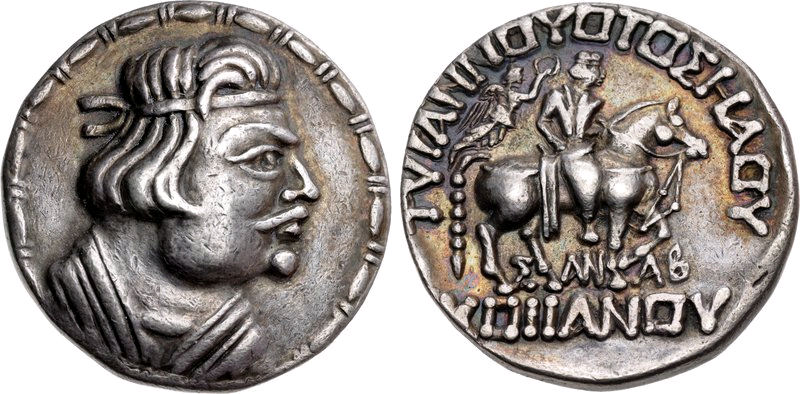
Монета Санаба Кушана (друга чверть I ст.)

Вперше династи Кушан стали відомими за дуже якісними повноважними срібними монетами (чи не єдиними такої якості у регіоні), які набули поширення у східній частині Бактрії близько другої чверті I ст. (наразі осередком найбільшого поширення визначено долину Вахшу, що, можливо, й була «доменом» кушан). Легенди на цих монетах (у варіантах) — владарюючий ябгу Санаб Кушан — декларували перш за все незалежність цього правителя у ранзі ябгу-сіхоу. Поширення монет в усій східній частині Бактрії може свідчити, що близько межі першої та другої третини першого сторіччя весь регіон тохарів було вже поділено на дві частини: західна (пропарфянська) та східна (кушанська). Судячи з емісій срібних монет Санаба Кушана певний час його протистояння з Парфією, яка поринула у черговий династичний конфлікт, було досить вдалим. Але близько 43 р. молодий та вельми талановитий парфянський цар Вардан I поклав край спротиву Кушан. Останні монети Санаба Кушана карбувалися з бронзи та поза Бактрією (на південь від Гіндукушу).
Між 44 та 65 рр. н. е. ябгу кушан Кудзула Кадфіз, який, ймовірно, наслідував Санабу Кушану, по смерті Вардана I близько 43 рр., внаслідок тривалої війни з парфянами, підкорив інші племена юечжи, започаткувавши Кушанську імперію. З епіграфічних джерел відомо, що близько 53-54 рр. володіння Парфії на сході вже обмежувалися кордонами Бактрії, і «велике військо дайїв та саків, зневажаючи його, коли він пішов так далеко від власної землі, піддали Парфію спустошенню». Вже у 63 р. парфянський цар Вологез I, усвідомлюючи неможливість водночас вести війну й на заході (з Римом), й на сході (з Кушанами), був вимушений укласти з останніми мир, залишивши Бактрію. Вже у 75/76 р. Кудзула Кадфіз носив титул «магараджа» (великий цар) Кушан. До 79 р. владу цього правителя було поширено й на певні сакські території (регіон Кабула тощо). Саме цим династом кушан остаточно закінчується історія тохарів-юечжи та починається історія Кушанського царства.

### Міфологія юечжи

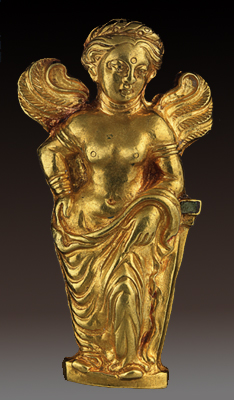
Статуетка тохарської богині з курганів Тілля-Тепе

Із мифічного пантеону юечжи відомо лише два оригінальні теоніми жіночого роду, які згадані у, головними чином, Рабатакському написі Канішки Великого (IKEo 318) [Архівовано 12 листопада 2017 у Wayback Machine.], та н монетах ранніх тохарських династів, а саме — Нана та Умма.

#### Нана(я) (бактр.Νανα, Ναναια)
Перша зі згаданих богинь — Нана(я). Зображення Нани (Нанаї) на монетах абсолютно різних тохарських династів є підставою для припущення що Нана — головна богиня тохарського пантеону, їхній етнічний маркер на рівні міфу (на кшталт скіфської Табіті). Цьому не протирічить й іранська етимологія теоніму від праір. *nanā (укр. неня, мамо). Свого часу висловлювались різні припущення щодо походження цього теоніму — від близькосхідного до давньогрецького, які вже не актуальні. Наразі є підстави для тверджень, що після еллінізації тохарської еліти у Бактрії, Нану (Нанаю) ототожнювали з грецькою Афродітою. На підставі аналізу певних сюжетів мистецтва (Нана(я) верхи на леві) та епіграфічних пам'яток кушанського часу висловлено досить аргументоване припущення щодо існування щорічного свята Нани (Нанаї) у серпні, коли планета Венера на небосхилі входить до сузір'я Лева. Окремої уваги заслуговує півмісяць, який є чи не постійною прикрасою Нани/ Нанаї, хоча інтерпретації Нани/Нанаї як виключно місячного божества безпідставні. В контексті цього доцільно згадати китайську назву тохарів — юечжи (кит.: 月氏; піньїнь: Yuèzhī), що перекладається як місячний рід.
Ймовірно, Нані тохарів відповідає скіфська Аргімпаса (грец. Ἀργίμπασα).

#### Умма (бактр.Ομμα)
Умму тохарів названо одного разу — у згаданому Рабатакському написі Канішки Великого [Архівовано 12 листопада 2017 у Wayback Machine.], а саме:
| «… цар Канішка наказав Шафару каралрангу зробити у цій місцевості святилище, назване „Вода Богів“, на рівнині Касіг, для тих богів, які прийшли зі славною Уммою — згадана Нана, згадана Умма…»[32] |
Одна з ймовірних етимологій теоніму: бактр. Ομμα < праір. *hu-māi̯a — таланна; та, що наділяє таланом, вдачею, щастям.
На аналізі порівняння певних сюжетних ліній скіфського та тохарського образотворчого мистецтва висловлено думку що Умма повністю відповідає Табіті й запропоновано дещо іншу етимологію — Найвища, Верховна (з епітетом бактр. ο[φ]αρρο — сяюча, славна).

#### Інші боги
Інші боги та сутності, відомі як з цього напису, так й з монет Канішки Великого часів імперії досить впевнено пов'язано з представниками пантеонів різних релігій поліетнічного та мультикультурного Кушанського царства, а саме:
- Аурумузд(о) (бактр. Αορομοζδο) — Агура-Мазда зороастрійців;
- Срошард(о) (бактр. Σροϸαρδο) — зороастрійська сутність Сраоша (смиренність, посланець та вісник Агура-Мазди);
- Міхр(о) (бактр. Μιιρο) — індо-іранський Мітра;
- Ардохш(о) (бактр. Αρδοχϸο) — зороастрійська Арта-Вагішта;
- Атш(о) (бактр. Αθϸο) — зороастрійська (ширше іранська) Арта/Аша;
- Бодд(о) (бактр. BOΔΔO) — Будда (можливо згадано як бактр. μοζδοοανο — милостивий у Рабатакському написі);
- Ма(о) (бактр. MAO) — іранська богиня Місяця Маг;
- Лроасп(о) (бактр. ΛPOOAΣΠO) — зороастрійська Двараспа;
- Манаобаг(о) (бактр. MANAOBAΓO) — зороастрійська Вогу-Мана чи ведичний Мананаспаті;
- Оеш(о) (бактр. OηþO) — індійський Шива;
- Орлагн(о) (бактр. OPΛAΓNO) — зороастрійський Веретрагна (у ведизмі Індра Врітраган) тощо.

### Тохари на території України
На території України з другої пол. II ст. до н. е. відомий етнонім тагори (тагри). Висловлено припущення, що юечжисько-тохарське походження мають сатархи.

## Юечжи в ханських джерелах[5]
1. Сима Цянь. Ши-цзі. Оповіді про сюнну (110).
- (Стосовно подій бл. / до 220 рр. до н. е.) «В той час Дунху були сильні й юечжи квітли…»
- (Щодо подій бл. 210 р. до н. е.) «Шаньюй захотів позбавитись Маодуня та звести на трон молодшого сина й послав Маодуня у квітнуче Юечжи до почту правителя. Коли Маодунь вже прибув до Юечжи, Тоумань раптово напав на Юечжи. Юечжи хотіли вбити Маодуня, але Маодунь вкрав у них доброго коня та втік додому. Тоумань за мужність призначив його десятитисячником кінноти.»
- (Стосовно подій 204—203 р. до н. е. шаньюй сюнну Маодунь) «… на заході вдарив по відступившим юечжам…»
- (Стосовно подій 177 р. до н. е. З листа шаньюя Маодуня імператору Хань.) «Я покарав західного вана, відправивши його на захід знайти юечжи й напасти на них. За милістю Неба воїни були у відмінному стані, коні міцні, й він, використовуючи ісців, знищив юечжи, всі підлеглі якого були чи вбиті, чи здалися.»

2. Сима Цянь. Ши-цзі. Оповіді про Давань (123).
- (Стосовно подій зими 167—166 рр. до н. е.) «… сюнну розбили правителя Юечжи й зробили з його голови чашу для пиття, що юечжи втікли, але, ненавидячі сюнну, не мали союзника для спільного нападу на них…»
- (Стосовно місії Чжан Цяня до юечжи у 129—128 рр. до н. е.) «… (імператор) мав намір встановити зв'язок (з юечжами), відправивши посла…» «Правителя Великого Юечжи було вбито сюнну, й на трон було зведено його великого наступника. Ставши правителем й підкорившись Дася, він оселився на багатих землях, які мало коли грабувалися, й бажаючи миру й добробуту, а також через віддаленість Хань, зовсім не хтів помститися сюнну. Цянь з Юечжи прибув у Дася, урешті-решт, так й не досяг угоди з юечжи.»
- (Опис Великого Юечжи.)[40] «Велике Юечжи знаходиться близько 2000-3000 лі (800—1200 км) на захід від Давань, й на північ від р. Гуйшуй. На південь від них — Дася, на захід — Аньсі, на північ — Канцзюй. Це кочове царство, кочують, наслідуючи худобу. За звичаями однакові з сюнну. Натягуючих луки 100—200 тис. У минулі часи розквіту зневажливо ставилися до сюнну. Колиж Маодунь посів трон, то напав й розбив юечжи. А сюннуський правитель Лаошан-шаньюй вбив правителя юечжи та зробив з його голови чашу для пиття. З початку юечжи мешкали між Дуньхуаном та Цилянь, коли їх було розбито сюнну, пішли далеко, минуючи Давань, на захід від неї завдали удару по Дася, але підкорилися. Згодом оселились на північ від р. Гуйшуй, заснувавши ставку правителя. Нечисленні залишки їхнього народу закріпилися у південних горах. Цяни прозвали їх Малим Юечжи.»

3. Бань Гу. Ханьшу.
- гл. 61. (Стосовно подій близько 182—162 рр. до н. е.) «…в Усунь правитель зветься куньмо. Маленьке царство Наньдоумі, батька куньмо, разом з Великим Юечжи спочатку знаходилося між Цилянь та Дуньхуаном. Велике Юечжи напало та вбило Наньдоумі, захопило його земли, а люди втікли до Сюнну… У той час коли юечжи, розбиті сюнну, напали на заході на правителя Се, й він, рушивши на південь, переселився далеко, й юечжи оселилися на його землях, куньмо вже був в силі. Попросив у шаньюя дозволу помститися за батька, напав на заході на Велике Юечжи та розбив їх. Великі Юечжи знову рушили на захід і переселилися в землі Дася. Куньмо ж, захопивши їхніх людей, залишився жити.»
- гл. 96. (опис Великого Юечжи)[42] «Царство Велике Юечжи. Ставка Ланьші віддалена від Чан'ань на 11600 лі. Не підкоряється духу.[43] 100000 дворів, 400 тисяч ротів і 100000 добірних військ. На схід до ставки духу 4740 лі, на захід до Аньсі 49 днів шляху. На півдні суміжно з Цзибінь. Земля, клімат, види виробів, народні звичаї та монети такі ж, як в Аньсі. Вирощують одногорбих верблюдів. … Дася ж спочатку не мала верховного голови, а міста й землі призначали зазвичай малих очильників. Народ був слабкий і боявся війни. Тому юечжи переселилися сюди, і всі підпорядкувалися та підкорилися йому.
Є п'ять Сіхоу, забезпечувавших ханских послів їжею:
1. Сюмі-сіхоу зі ставкою у м. Хемо… ; 
2. Шуанмі-сіхоу зі ставкою у м. Шуанмі… ;
3. Гуйшуан-сіхоу зі ставкою у м. Хуцзао… ;
4. Сідунь-сіхоу зі ставкою у м. Бома… ;
5. Гаофу-сіхоу зі ставкою у м. Гаофу…
Всі п'ять Сіхоу підкорюються Великому Юечжи.»

## Тохари-юечжи в античних джерелах
1. Страбон. Географія. 11.8.2.
- найбільш відомі з кочовиків ті, що забрали у еллінів Бактріану, а саме: асії, пасіани, тохари, сакаравли (грец. «Ἄσιοι καὶ Πασιανοὶ καὶ Τόχαροι καὶ Σακάραυλοι»).

2. Юстин. Епітома твору Помпея Трога «Historiae Philippicae», XLII. [Архівовано 16 грудня 2017 у Wayback Machine.]
- 2. (1) Замість Фраата було поставлено царем його стрия Артабана. Скіфи, задовільнившись перемогою та розграбувавши Парфію, повернулися додому. (2) Але й Артабана під час війни з тохарами, на яких він напав, було поранено у руку, й невдовзі він помер.
- Асіанські царі токарів та загибель сарауків

3. Клавдій Птолемей. Географія.
- Geo., VI, 11. «… нижще Заріаспи тохарів великий народ…»;
- Geo., VI, 12. «… біля Яксарту, на північному березі мешкають Яси та Тахори…».
- Geo., VI, 16. «… Тагурські гори, центральна частина яких розташована в Емодії, східна частина яких має назву Серіка … /мешкають тут/ Тагурі, поблизу гір з такою ж назвою…»
- Geo., III, V, 23. «Нижче Бастернів біля Дакії Тагри»

4. Пліній Старший (Naturalis Historia, VI, V, 22.)
- «Танаїс перейшли Сатархи Гертіхеї, Спондоліки, Сінгети, Анаси, Ісси, Катаети, Тагори, Карони, Неріпи, Агандеї, Меандареї, Сатархи Спалеї»

## Тохари (гутії)у Вавилонському астрономічному календарі
Щодо подій жовтня 119 р. до н. е.

| «… Того місяця, 15-го, в будинку спостереження було зачитано пергамент царя Аршака, якого було написано намістнику Вавилону та громаді, що була в Вавилоні; так, багато війська зібралося і пішло воювати проти сина царя та його військ міст [….] Гутіїв, які вбили мого брата Артабана, і я зібрав війська, аби протистояти їм, і бився з ними; велике вбивство я здійснив серед них; крім двох чоловік [….] [….] не були вбиті, а син царя та його війська втекли від бою і відійшли у важкі гори … … Того місяця цар Аршак вирушив у віддалені міста Гутіїв країни, щоб воювати.» |